# Enric Ciervo Pérez
Enric Ciervo Pérez (Barcelona, 1835 - 30 de desembre de 1901) fou un músic barceloní.
Fill de Félix Siervo i Solerenou i Josefa Pérez i Torres. Després d'haver freqüentat l'escola de Belles Arts per aprendre dibuix, la seva inclinació artística el portà a estudiar la música, aprenent a tocar el violí, instrument que deixà ben aviat per dedicar-se estudiar el cornetí, el qual arribà a dominar de manera espectacular, assolint grans elogis no tan sols dels mestres Vernis i Goula, sinó de quants entesos l'escoltaven. Fou professor del Conservatori d'Isabel II, actuant més de trenta anys seguits amb l'orquestra del Gran Teatre del Liceu. A més de la sonoritat en les notes més altes, no igualada per cap altre solista de cornetí, tenia la facilitat de saber llegir en el pentagrama a primera vista, i això, unit a una impecable afinació, feien d'ell un professor extraordinari.
Casat amb Mercè Paradell i Solà varen ser pares de Joaquim i Enric Ciervo i Paradell.